# Mochlus brevicaudis
Espèce
Synonymes
- Lygosoma brevicaudis Greer, Grandison & Barbault, 1985

Statut de conservation UICN

 LC  : Préoccupation mineure
Mochlus brevicaudis est une espèce de sauriens de la famille des Scincidae. On parle communément de Scinque à queue courte. 

## Description
C’est un scinque d’une longueur de 10-13 cm à l’âge adulte. La tête est couverte de plaques symétriques et la pupille est bien ronde. Les écailles dorsales sont carénées. Les 4 membres sont relativement courts et ils possèdent chacun 5 doigts. La queue est courte, en comparaison avec le reste du corps : sa longueur fait de 63 à 76 % de la distance museau-cloaque quand elle est intacte. Ce critère (il y en a d’autres plus complexes) permet de le distinguer d’une espèce relativement proche et à la répartition proche : le Scinque de Guinée (M. guinensis). Cette seconde espèce a une queue plus longue (77 à 105 % de la distance museau-cloaque). M. brevicaudis a un dos brun, les flancs plus sombres vers l’avant et la face ventrale claire. L’espèce est semi fouisseuse. On la trouve ainsi sous les bois morts et dans la litière et les sols meubles humides. Elle se nourrit d’insectes et d’araignées.

## Répartition
Cette espèce se rencontre en Côte d'Ivoire, en Guinée et au Ghana. C'est une espèce dont l'habitat type est la savane guinéenne. 

## Étymologie
Le nom spécifique brevicaudis vient du latin brevis, court, et de cauda, la queue, en référence à l'aspect de ce saurien.

## Publication originale
- Greer, Grandison & Barbault, 1985 : A new species of Lygosoma (Lacertilia: Scincidae) from west Africa, with comments on its biology. Journal of Herpetology, vol. 19, no 3, p. 365-372 (texte intégral).